# Pétery József
Pétery József (szül. Petró József) (Miskolc, 1890. június 21. –‎ Hejce, 1967. november 25.) római katolikus pap, váci püspök.

## Pályafutása
Teológiai tanulmányait Innsbruckban végezte, ott is doktorált. 1912. december 29-én szentelték pappá. Az egri szeminárium dogmatikaprofesszora, majd spirituálisa volt. 1918-tól 1921-ig szerkesztette az Egri Katholikus Tudósítót, 1922-től 1925-ig az Egri Egyházmegyei Közlönyt; 1923-tól 1926-ig a salzburgi Katholische Kirchenzeitung tudósítója volt.
1938-tól kanonok és az Egri főszékesegyház plébánosa volt. Nevét 1939-ben változtatta Pétery Józsefre.

### Püspöki pályafutása
1942. szeptember 24-én XII. Piusz pápa Váci püspökké nevezte ki. November 8-án szentelte püspökké Egerben Serédi Jusztinián esztergomi érsek, Scheffler János szatmári püspök és Kriston Endre egri segédpüspök segédletével. November 12-én iktatták be.
Működése kezdetén elsősorban a papi utánpótlás biztosításán munkálkodott; Csongrádon például 1948-ban kisszemináriumot szervezett, jóllehet ennek megnyitására már nem kerülhetett sor. Budapest peremkerületeinek nagy lélekszámú plébániáit 3–4 plébániára osztotta fel; itt 15 új plébániát alapított. A tanyavilág központjaiban is lelkészségeket, káplánságokat alapított; nevéhez fűződik a Váci székesegyház kifestése is. A második világháború idején, 1944-ben megtiltotta papjainak, hogy a frontvonal közeledtével elhagyják a rájuk bízott híveket.
A háború utáni földreform az egyház anyagi bázisát meggyengítette, de a hitélet fellendülését nem akadályozta meg. A kommunista hatalom azonban Mindszenty József bíborost ellenségnek tekintette, és a mellette kiálló Pétery püspök is hamarosan az üldözés célpontja lett. A Boldogasszony éve nevű ünnepségsorozat (1947–1948) közepén az egyházi iskolákat államosították, majd Mindszenty bíborost letartóztatták és koncepciós perben elítélték. Miután Pétery József eltiltotta papjait a papi békemozgalomban való részvételtől, először utazásaiban korlátozták, majd hónapokra házi őrizetbe került. 1949-ben az Aquinói Szent Tamás Társaság védőelnökének választották.
Végül 1953-ban Hejcére száműzték; innentől az egyházmegye kormányzását – 1959-ig általános püspöki helynökként, 1959-től apostoli kormányzóként – Kovács Vince vette át. A hejcei szociális otthon lakója és az ottani apácák lelki gondozója lett. Az 1956-os forradalom alatt rövid időre kiszabadult (október 31-én küldöttség ment érte Vácról, ahol november 1-jén ünnepélyesen fogadták), majd újra Hejcére száműzték, ahol haláláig élt. Az Állami Egyházügyi Hivatal engedélyezte, hogy a Váci székesegyház kriptájába temessék.

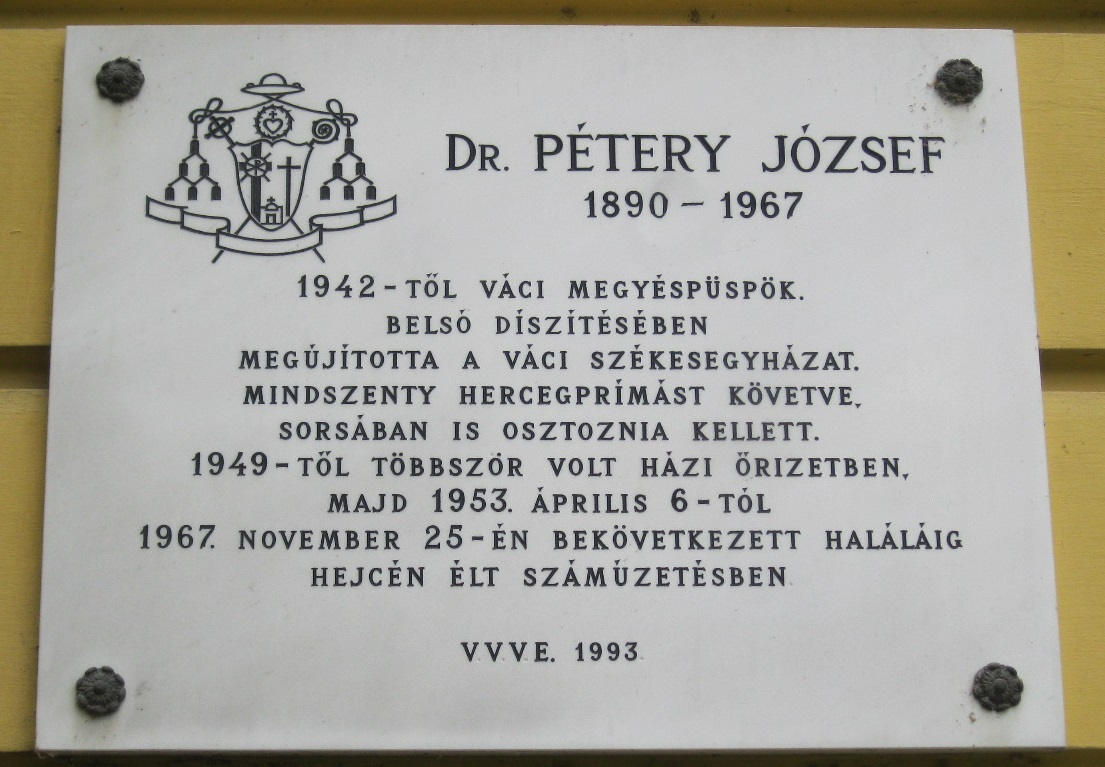
Emléktáblája Vácott, a Konstantin tér 2. szám alatt

## Emléke
2017 novemberében a váci püspöki palotában „Misericordias Domini in aeternum cantabo” címmel tudományos konferenciát rendezett a Váci Egyházmegyei Történeti Bizottság és az MTA–PPKE Fraknói Vilmos Római Történeti Kutatócsoport Pétery József pappá szentelésének 105., püspökké szentelésének 75., és halálának 50. évfordulójára.

## Művei
- Az utolsó óhaj. Elbeszélések. Budapest, 1919. (Népiratkák 329.)
- A theológiai oktatás reformja. Eger, 1924
- Az ősegyház élete. Budapest, 1929 (Szent István Könyvek 63.)
- A szentmise története. Budapest, 1931 (Szent István Könyvek 90-91.)
- Pázmány Péter prédikációi. 1-3. kötet. Sajtó alá rendezte. Eger, 1931–1933
- Pázmány Péter teológiája. Budapest, 1932 (A Szent István Akadémia hittudományi-bölcseleti osztályának felolvasásai II. 7.)
- Eucharisztikus gyermeknevelés. Eger, 1937 (3. kiad. Rákospalota, 1940; Lelki kultúra könyvei 10.)
- A gyermekek korai szentáldozása. Szerk. Budapest, 1937
- Papnövendékeink szociográfiája. Eger, 1937
- Pétery József váci püspök nagyböjti főpásztori szózata híveihez a szeretetről. Vác, 1943
- Pétery József váci püspök nagyböjti főpásztori szózata híveihez a szentbeszéd hallgatásáról. Vác, 1944[3]
- Papi és szerzetesi hivatás; szerk. Borbély Péter; OMC, Bécs–Pozsony–Bp., 1992